# Tune (geluid)
Een tune (uitgesproken als tjoen) is ofwel een korte herkenningsmelodie aan het begin van een radio- of televisieprogramma of een synoniem voor melodie, wijs.
Een tune kan ook gebruikt worden als beltoon of als herkenningsmuziekje (jingle) tijdens een radio- of televisieprogramma. Aan de hand van de steeds terugkerende tune kan men het programma dan herkennen.
Vaak worden tunes speciaal voor een gelegenheid gecomponeerd. Een voorbeeld van een bekende tune is de Nokia-tune.